# دیتروده
دیتروده (به آلمانی: Dieterode) یک شهر در آلمان است که در Eichsfeld واقع شده‌است. دیتروده ۱۰۰ نفر جمعیت دارد.